# Quatre Bras
Quatre Bras (fr. „cztery ramiona”) – nazwa skrzyżowania dróg w Belgii, gdzie droga N5 z Charleroi do Brukseli krzyżuje się z drogą N93 Nivelles – Namur.
16 czerwca 1815 blisko skrzyżowania Quatre Bras odbyła się bitwa pomiędzy kontyngentami armii sprzymierzonych (Wielkiej Brytanii i Holandii) i lewym skrzydłem armii francuskiej.
Jest to też nazwa skrzyżowania dróg w Tervuren między Avenue de Tervuren (Bruksela – Tervuren) i zewnętrznym ringiem Brukseli R0. Ten ostatni zwykle nazywany jest Quatre Bras de Tervuren i jest kluczową lokalizacją dla ruchu samochodowego dookoła Brukseli.